# 1 de setembro na Igreja Ortodoxa
Esta página trata das comemorações relativas ao dia 1 de setembro no ano litúrgico ortodoxo.
Todas as comemorações fixas abaixo são comemoradas no dia 14 de setembro pelas igrejas ortodoxas sob o Velho Calendário. No dia 1 de setembro do calendário civil, as igrejas sob o Velho Calendário celebram as comemorações listadas no dia 19 de agosto.

## Festas
- Início da Proclamação, começando o Ano Litúrgico.[1][2][3]
- Dia da Proteção do Meio Ambiente (Dia da Terra ortodoxo) (1989)[4][5]

## Santos

Ícone eslavo do Justo Profeta Josué

- Justo Josué, filho de Num (c. século XVI a.C.)[6][7][8]
- Hieromártir Prisco de Cápua, primeiro Bispo de Cápua, na Itália, onde ele foi enviado pelo Apóstolo Pedro, e martirizado sob o reinado de Nero, por tradição (c. 66)[9]
- Hieromártir Terenciano, Bispo de Todi, na Úmbria, na Itália, sob Adriano (118)[9]
- Virgem-mártir Vibiana, em Roma, cujas relíquias estão agora em Los Angeles, de onde ela é a principal padroeira (século III)[9]
- São Sixto de Reims, o primeiro Bispo de Reims, na França (c. 300)[9]
- Hieromártir Firmino de Amiens, terceiro Bispo de Amiens, na França (c. 303)[9]
- 12 Santos Irmãos, Mártires, que sofreram nosul da Itália (c. 303):[9]
  - Donato, Félix, Arôncio, Honorato, Fortunato, Sabiniano, Septímio, Januário, outro Félix, Vital, Sator e Repósito.[10]
- Mártires Calista e seus irmãos Evódio e Hermógenes em Nicomédia (309)[11][12]
- Santas 40 virgens-mártires e seu professor o Hieromártir Ammon, o Diácono, em Heracleia na Trácia (321-323):[13][14]
- Santa Verena de Zurzach (Suíça) (c. 350)[15][9][16]
  - Laurencia, a Diaconisa; Celsina; Teóclia; Teoctista; Doroteia; Eutíquia; Tecla; Aristeneta; Filadélfia; Maria; Verônica; Eutímia; Lamprotátia; Eufímia; Teodora; Teódota; Teteia; Aquilina; Teodúlia; Aplodora; Lampádia; Procópia; Paula; Junila; Ampliana; Percissa; Polinícia; Maura; Gregória; Círia; Bassa; Calínica; Bárbara; Ciriácia; Agatônica; Justa; Irene; Timoteia; Tatiana; e Ana.
- Mártir Aitalas o Diácono da Pérsia (380)[17]
- Venerável Marta, a mãe de São Simeão Estilita, o Antigo (428)[18][19]
- São Simeão Estilita, o Antigo (459)[20][21][22]
- Venerável Evântia de Escépsis.[23]
- São Vitório, um discípulo de São Martinho de Tours que se tornou Bispo de Le Mans  na França, por volta de 453 (c. 490)[15][9]
- São Constâncio de Aquino, Bispo de Aquino, na Itália (c. 520)[9]
- São Régulo, exilado do Norte de África pelos vândalos arianos, desembarcou em Toscana, na Itália, e foi martirizado em Tótila (545)[9]
- São Lupo de Sens, um monge em Lerins, que se tornou Bispo de Sens, na França, em 609 (623)[9]
- São Nivardo de Reims, Arcebispo de Reims, na França (673)[9]
- Santo Egídio, fundador monástico ao longo do Ródano (c. 712)[16]
- São Litano (Llythaothaw), um santo do país de Gales, a quem as duas igrejas são dedicadas.[9]
- São Simeão Estilita de Lesbos (c. 845)[24]
- Santos Egídio e Arcano, que fundaram um mosteiro que mais tarde se transformou no Sansepolcro, na Itália central (1050)[9]
- São Melécio, o Jovem, de Tebas (1105)[25][26]
- Venerável Nicolau de Kourtaliatis, monge cretense (1670)[27]
- Neomártir Angélis de Constantinopla (1680)[28]
- Venerável Antônio de Agia.[29]
- Santo Haido de Stanos (1820-1821)[16]
- Virgens-mártires Tatiana Gribkov e Natália Kozlov (1937)[30][31]

## Outras comemorações
- Comemoração do Grande Incêndio de Constantinopla (c. 470)[32]
- Sinaxe da Santíssima Mãe de Deus do Mosteiro de Miasena, em memória do encontro de seu ícone (864)[33][34]
- Celebração do primeiro milagre do ícone da Mãe de Deus (Eletskaya) em Chernigov-Gefsemanska (Chernihiv-Hefsemanska) (1869)[35][36]
- Celebração do Ícone da "Toda Bendita" ou "Igreja de Pamacaristo" (século XI) de Mãe de Deus de Cazã (1905)[37]